# Lindernia madiensis
Lindernia madiensis é uma espécie botânica do gênero Lindernia pertencente à família Linderniaceae.